# Бентивольо, Эрколе (поэт)
Эрколе Бентивольо (итал. Ercole Bentivoglio; 1507, Мантуя — 6 ноября 1573, Венеция) — итальянский поэт.

## Биография
Десятый и младший сын Аннибале Бентивольо и Лукреции, внебрачной дочери Эрколе д’Эсте, родился в Мантуе в 1507 году, после изгнания Бентивольо из Болоньи в ноябре 1506 года в силу интердикта, наложенного на город Папой Римским Юлием II. 18 августа 1507 года мать писала из Мантуи своему брату, кардиналу Ипполито д’Эсте в Феррару, с просьбой приютить её многочисленное семейство, и Бентивольо действительно были приняты во владениях д‘Эсте.
Вернувшись в Болонью в 1511 году, в короткий период восстановления там своей синьории, спустя год Бентивольо вновь оказались в Ферраре, окончательно утратив контроль над городом в результате поражения французской армии в битве при Равенне. При дворе своего дяди Альфонсо Эрколе посвятил себя изучению музыки и литературы, латинской и вульгарной, отдавая предпочтение гуманистам, среди которых в те времена особенно славился Лудовико Ариосто. В 1529 году был вынужден принять участие в военной кампании, развёрнутой императором Карлом V против Флорентийской республики, поскольку семья д’Эсте считала себя обязанной предоставить войска для защиты имперских интересов.
Вернувшись в Феррару в 1530 году, опубликовал в Венеции небольшую поэму «Sogno amoroso» («Любовный сон»), написанную октавой (восьмистишием) и посвящённую Пьетро Антонио Аччаюоли, канцлеру герцога Альфонсо. В это же время Бентивольо приступает к работе над «Сатирами», позднее получившими особое признание у публики; среди других сочинений были сонеты, посвящённые знаменитой куртизанке Туллии д’Арагона, которая жила несколько лет при дворе д’Эсте сразу после смерти герцога Альфонсо, которому наследовал сын Эрколе.
В 1539 году Эрколе Бентивольо женился на Сиджизмонде Сугана, в следующем году умер его отец Аннибале, а в 1543 году — дочь Джулия. Его литературные интересы укрепились благодаря поездкам в Венецию и в Падую. В Ферраре он стал членом Академии возвышенных в 1540 году и впоследствии, в 1554 году, — Академии филаретов, где подружился с Альберто Лоллио.
В 1544 году Эрколе опубликовал в Венеции свои первые комедии, написанные фалекейским, или одиннадцатисложным стихом (гендекасиллабом): «I fantasmi» («Привидения»), вольный перевод комедии Плавта «Mostellaria» и «Il geloso» («Ревнивец»), поставленная в Вероне в 1549 г. Вторая из названных комедий является собственным произведением Эрколе Бентивольо, с реалистичными и убедительными персонажами, хотя фабула отвечает традициям комического театра и содержит клишированные образы ревнивого мужа и хитрой служанки, которая изрекает двусмысленности, высмеивая хозяина. Комедия имела огромный успех, и ещё в XVII веке по-прежнему была известна и высоко ценилась, выдержав перевод на французский язык, как и «Привидения».
Бентивольо написал ещё одну комедию, «I romiti» («Отшельники»), и трагедию «Arianna», подражания знаменитым современникам, Пьетро Аретино и Антона Франческо Дони. Однако эти труды были известны только в рукописи, и их следы быстро затерялись.
В 1546 году в Венеции опубликованы шесть «Сатир» Бентивольо, вышедшие вместе с подборкой стихотворений, выдержанных в стиле бернеско; книга переиздаётся в той же Венеции в 1550, 1557 и 1558 годах. В первой сатире, посвящённой Андреа Наполетана, Бентивольо высмеивает людей, которые верят, будто любовь (которую автор воспринимает как нечто суетное и тщетное) является целью жизни, и не видят, что в принятии простейших понятий и явлений, присущих Природе, лежит реальный смысл существования. Вторая сатира, посвящённая Антонио Пьетро Аччаюоли, самая яркая из всех: некоторые эпизоды жестокостей, совершённых испанскими войсками против крестьян Тосканы, описаны достоверно и с глубокой человечностью. Третья сатира, посвящённая Антонию Мусе, утверждает, что хорошие врачи встречаются очень редко, и что более любого другого средства человеку, страдающему от болезни, поможет сама Природа или старое средство, освящённое опытом отцов. В четвёртой сатире автор осуждает ненасытную жадность людей и призывает к ограничению желаний и привязанностей. В пятой сатире Бентивольо изображает свой обычный день, посвящённый исследованиям, тихим занятиям, беседам с друзьями. Один особенно интересный отрывок представляет Ариосто, который, прогуливаясь во дворе герцогского поместья, вместе с Бентивольо высмеивает некоторых рифмоплётов. Наконец, шестая сатира вновь воспевает незаметную и тихую жизнь людей, которые умеют сдерживать собственные потребности. Собранные здесь шуточные стихи сгруппированы в несколько разделов и представляют собой подражание творчеству Франческо Берни.
Первоначально «Сатиры» не были оценены современниками и затерялись среди множества похожих произведений, выходивших в те годы из печати. Испанский поэт Педро де Падилла написал в подражание «Сатирам» и опубликовал в Мадриде в 1580 году свою «Sátira en tercetos contra los enamorados» («Сатира в терцинах против всех влюблённых»), вошедшую в издание «Thesoro de varias poesías» («Сокровище разных стихов»), где часто воспроизводил целые терцины Бентивольо.
Около 1550 года, после смерти жены, Эрколе переселился в Венецию, где и провёл всю оставшуюся жизнь. Здесь, вместе с Антоном Франческо Дони и Франческо Сансовино, вступил в Академию пилигримов, которая, помимо обычных поэтических упражнений, ставила перед собой также и гуманитарные цели, такие как поддержка брошенных детей и помощь нуждающимся литераторам. Кроме того, в качестве потомка Джованни Бентивольо, Эрколе получил право участвовать в заседаниях Главного совета Республики.
30 мая 1561 года Эрколе продиктовал канонику церкви Св. Марка завещание, из которого становится известно о существовании у него четырёх внебрачных детей: Джиневры, Эмилии, Лукреции и Виоланте.
Эрколе часто посещал Феррару. В 1562 году состоял в свите герцога Альфонса II во время его визита в Венецию, в 1566 году некоторое время жил в Ферраре.
Умер в Венеции и похоронен в церкви Санто-Стефано.
В 1719 году в Париже аббатом Джузеппе да Капуа издано собрание сочинений Эрколе Бентивольо под названием «Opere poetiche del signor Ercole Bentivoglio» («Поэтические труды синьора Эрколе Бентивольо»). Помимо уже упоминавшихся здесь комедий, трагедий и сатир, в это издание вошли двадцать семь сонетов, несколько песен и куплетов, латинская эпиграмма на Лилио Грегорио Джиральди и две эклоги: «Галатея» и «Argilla» («Глина»).

## Упоминания в литературе
Лудовико Ариосто в своей поэме «Неистовый Роланд», рассказывая о Луиджи Гонзага, славе которого, по мысли автора, завидуют мантуанские поэты (песнь 37, стих 12), говорит:
У наследных брегов своего Оллия
 И на зависть братней реке 
 Он стяжал неслыханные трофеи
Писчим словом
 Меж огней, мечей, вёсел и колёс.
 А за ним славит женщин Геркулес 
 Бентиволий, за ним — Ренат 
Тривульций,
Мой Гвидетт, и Мольца (ит.), избранник 
 Феба…
Писатель и путешественник В. И. Немирович-Данченко в своих очерках о Венеции пишет в главе, посвящённой острову Мурано:
По обычаям счастливого времени, целые «академии» назначали заседания не в залах при глупом свете газа за длинным столом, покрытым зелёным сукном, а в садах Мурано. Тут говорили и спорили Геркулес Бентиволио, Язон де Норрес, Сансовино, Дольче, причём, по словам Замбелетти, «красота, окружающая их, отражалась в речах ораторов и самым спорам их сообщала свою мягкость
.

## Труды
- «I fantasmi», Venezia, Gabriel Giolito de Ferrari 1544
- «Il geloso», Venezia, Gabriel Giolito de Ferrari 1544
- «Le Satire et altre rime piacevoli», Venezia, Gabriel Giolito de Ferrari 1546
- «Opere poetiche», Parigi, Francesco Fournier 1719